# Ebbe Schmidt Nielsen
Pour les articles homonymes, voir Nielsen.
Ebbe Schmidt Nielsen est un entomologiste danois, né le 7 juin 1950 à Ry et mort le 7 mars 2001 en Californie d’une crise cardiaque.
Il fait ses études à l’université d'Aarhus. De 1981 à sa mort, il vit et travaille en Australie. Il est spécialisé en taxinomie des insectes et contribue à la mise en place du Global Biodiversity Information Facility. Après sa mort, le GBIF fait un prix en son honneur.

## Source
- (en) Biographie sur le site du GBIF

- Notices d'autorité :   - VIAF
  - ISNI
  - BnF (données)
  - IdRef
  - LCCN
  - GND
  - CiNii
  - Pays-Bas
  - Israël
  - NUKAT
  - WorldCat